# Past (film, 2020)
Past je český televizní film z roku 2020 režiséra Viktora Polesného, autora scénáře. Natočen podle stejnojmenné knihy Šárky Horákové (dnes Maixnerové), snímek zachycuje tragický osud herečky Jiřiny Štěpničkové, poznamenaný politickým procesem.
Film, představený novinářům 11. února, měl premiéru dne 16. února 2020 v hlavním vysílacím čase na prvním programu České televize. Zatímco Jiřina Štěpničková je ve filmu jmenována, předobrazům ostatních osob jsou jména změněna.

## O filmu
Film vypráví příběh herečky Jiřiny Štěpničkové, která v roce 1951 obdržela dopis z Rakouska od režiséra Františka Čápa. Čáp ji v dopise přesvědčuje k emigraci na Západ. Štěpničková je v komunistickém Československu nespokojená a rozhodne se ilegálně opustit zemi, spolu s malým synem Jiřím. Dvojici při pokusu o přechod hranic chytnou a Štěpničková se dozvídá, že to celé byla past, kterou na ni připravila Státní bezpečnost. Štěpničkovou ihned zatknou a rozjíždí se kolotoč vyšetřování a výslechů.

## Obsazení
| Zuzana Stivínová      | Jiřina Štěpničková      |
| Adam Vojtek           | syn Jirka čtyřletý      |
| Štěpán Gajdošík       | syn Jirka třináctiletý  |
| Igor Orozovič         | vyšetřovatel Doubek     |
| Jitka Ježková         | Klára Doubková          |
| Lenka Zahradnická     | herečka Eva             |
| Daniel Bambas         | herec Olda Pilát        |
| Kristýna Frejová      | prokurátorka Matušínská |
| Jan Novotný           | režisér Jan Hrůza       |
| Jan Teplý             | ředitel divadla         |
| David Matásek         | herec Jiří Klánský      |
| Sabina Remundová      | Běla Šulcová            |
| Lada Jelínková        | Lída Hrůzová            |
| Stanislava Jachnická  | herečka Růžková         |
| Jana Stryková         | Švábová                 |
| Karel Heřmánek mladší | poručík StB             |
| Rostislav Novák       | převaděč                |
| Radka Fidlerová       | sekretářka ředitele     |
| Karel Schůt           | muž z divadla           |
| Marian Roden          | herec Roman Neužil      |
| Lukáš Jůza            | herec Josef Kalina      |

## Kritika
- Eva Vejdělková, Právo[4]